# Parti de la démocratie et du progrès
Le Parti de la démocratie et du progrès est un parti politique turc fondé le 9 mars 2020 par Ali Babacan. Selon les statuts du parti, son abréviation officielle est « Parti DEVA ». Son symbole est une goutte d'eau avec une silhouette de jeune arbre à l'intérieur. Il est représenté à Grande Assemblée nationale de Turquie par 15 députés. Son président est Ali Babacan,.

## Stratégies
Cette section ne s'appuie pas, ou pas assez, sur des sources secondaires ou tertiaires indépendantes du sujet. Le texte peut contenir des analyses inexactes ou inédites de sources primaires.
Pour l'améliorer, ajoutez-en, ou placez des modèles {{Source secondaire souhaitée}} ou {{Source secondaire nécessaire}} sur les passages mal sourcés. (avril 2024)

### Politique étrangère

#### OTAN
En janvier 2023, Ali Babacan a fait une déclaration soutenant l'adhésion de la Turquie à l'UE et soulignant son engagement envers l'OTAN. Le parti déclare qu'il n'a pas la possibilité de se prononcer sur les négociations sur l'adhésion de pays comme la Suède et la Finlande, faute d'informations sur les questions de sécurité. Il est indiqué que le fait que le PKK est une organisation terroriste doit être pris en considération ainsi que les préoccupations de sécurité des alliés de l'OTAN. Le 21 janvier 2023, le président du parti DEVA, Ali Babacan, a fait des déclarations importantes lors du sommet de Davos, où il a évalué les évolutions mondiales. Babacan a affirmé que les problèmes géopolitiques devaient être portés à la table du G20 et a souligné l'importance de l'intégration de ces pays dans les institutions euro- atlantiques lors de sa rencontre avec les premiers ministres des pays des Balkans occidentaux.

#### Adhésion à l'Union européenne
Le Parti de la démocratie et du progrès entend œuvrer à long terme pour achever le processus d'adhésion à part entière de la Turquie à l'UE. Le parti vise à être en coordination avec la Commission européenne et les acteurs politiques, civils et culturels des pays de l'UE afin de construire la lutte contre les tendances telles que le racisme, l'immigration et la xénophobie, l'islamophobie, l'antisémitisme et le racisme antinoir, qui montent en même temps. au niveau mondial, notamment dans certains pays européens et affectant les citoyens turcs vivant dans ces pays.

## Dirigeants

### Président
| # | Nom                      | Image | Début de la mission | Fin de la mission |
| - | ------------------------ | ----- | ------------------- | ----------------- |
| 1 | Ali Babacan 4 avril 1967 |       | 10 mars 2020        | en fonction       |

### Secrétaires généraux
Liste des personnes ayant exercé les fonctions de secrétaires généraux du Parti Démocratie et Progrès, ouvert le 9 mars 2020.
| # | Prénom         | Début de la mission | Fin de la mission |
| - | -------------- | ------------------- | ----------------- |
| 1 | Sadullah Ergin | 10 mars 2020        | 29 décembre 2020  |
| 2 | Medeni Yilmaz  | 29 décembre 2020    | 1 juillet 2023    |
| 3 | Sanem Oktar    | 1 juillet 2023      | en service        |

## Résultats électoraux

### Élections législatives
| Élection | Président général | Vote  | Vote | Vote | Sièges   | Sièges | Gouvernement |
| Élection | Président général | #     | %    | ±    | #        | ±      | Gouvernement |
| -------- | ----------------- | ----- | ---- | ---- | -------- | ------ | ------------ |
| 2023     | Ali Babacan       | [ a ] | —    | —    | 15 / 600 | 14     | Opposition   |